# Dusk (Fernsehsender)
Dusk ist ein englischsprachiger kanadischer Fernsehsender der von Corus Entertainment und Shaw Media betrieben wird. Der Sender sendet vorwiegend Filme und Serien der Genres  Thriller, Action und Mystery.

## Geschichte
Der Sender wurde von der kanadischen Aufsichtsbehörde, der Canadian Radio-Television and Telecommunications Commission (CRTC), im November 2000 zum Sendebetrieb zugelassen. Der Sender nahm den Betrieb jedoch erst ein Jahr später am 7. September 2001 auf. Damals unter dem Sendernamen Scream wurde der Sender von Corus Entertainment und Alliance Atlantis betrieben.
Am 18. Januar 2008 wurde durch ein Joint Venture zwischen Canwest und Goldman Sachs Capital die Senderanteile von Alliance Atlantis von CW Media, für 2,3 Milliarden kanadische Dollar übernommen.
Am 9. September 2009 erfolgte ein Neustart des Senders unter dem neuen Namen Dusk. Am 27. Oktober 2010 übernahm Shaw Communications Canwest und die Anteile von Goldman Sachs Capital. Der Sender befindet sich im Privatbesitz und gehört seitdem zum J. R. Shaw Imperium.

## Empfangbarkeit
Der Sender wird in das digitale Kabelnetz von mehreren Netzbetreibern eingespeist. Daneben ist der Sender auch über Satellit per Bell TV und Shaw Direct empfangbar. Weiterhin wird der Sender ins DSL Netz per IPTV eingespeist u. a. bei Bell Alliant, Bell Fibe TV, MTS, Optik TV und SaskTel.